# Vladímir Pеchony
Vladímir Petrovich Pеchony (en ruso: Владимир Петрович Печёный, Chernovtsy, 20 de junio de 1949) es un político ruso del partido Rusia Unida que ejerció como gobernador del óblast de Magadán desde el 18 de septiembre de 2013 hasta el 28 de mayo de 2018.
Anteriormente fue alcalde de Magadán de 2004 a 2013.

## Biografía
Vladímir Pеchony nació el 20 de junio de 1949 en Chernovtsy, capital del óblast de Chernovtsy en la República Socialista Soviética de Ucrania dentro de la Unión Soviética (actual Chernivtsí, en el óblast homónimo, Ucrania).

### Carrera profesional
En 1974 se tituló de filología por la Facultad de Filología de la Universidad Estatal de Chernovtsy (actual Universidad Nacional Yuri Fedkóvich de Chernivtsí).
Su primer trabajo fue previo a la titulación, habiendo trabajado desde 1969 en el periódico Radyanske Zhittya de Kitsman. Tras graduarse, fue profesor de la escuela secundaria Novo-Ustyinsky ubicada en el Krai de Jabárovsk. Trabajaría ahí hasta 1984, siendo también profesor itinerante de una escuela de Ojotsk.
De 1984 a 1990 trabajó como subdirector de una escuela secundaria y como inspector y encargado del Departamento de Educación Pública de Magadán.

### Carrera política
En abril de 1990, Pеchony fue aprobado por el Consejo Popular de la Ciudad de Magadán como vicedirectos del Comité Ejecutivo de la ciudad.
En 1993 fue nombrado vicedirector de la administración de Magadán y, en 1997, tras la introducción oficial del puesto de «alcalde de la ciudad», se convirtió en teniente de alcalde. De julio a octubre de 2004 ejerció como alcalde en funciones.
El 12 de octubre de 2004, Pеchony fue elegido alcalde de Magadán. Tras su primer mandato, se presentó a la reelección en 2008 de la mano de Rusia Unida y ganó los comicios con un 85,9 % de los votos.
El 3 de febrero de 2013, el presidente ruso Vladímir Putin nombró a Pеchеny como gobernador en funciones del óblast de Magadán tras la renuncia de Nikolái Dudov. Al día siguiente, nada más tomar posesión, Pеchеny despidió a todo el gobierno regional. Tras ello anunció su intención de concurrir a las elecciones a gobernador que tendrían lugar en septiembre de 2013. En los comicios, que tuvieron una participación del 32,28 %, Pеchеny ganó con el 73,11 % de votos válidos.
El 28 de mayo de 2018 fue relevado del cargo de gobernador a petición propia. Su sucesor fue Serguéi Nosov.